# اجتياح حماة (تموز 2011)
اجتياح حماة هوَ عملية عسكرية أطلقها الجيش السوري في مدينة حماة ابتداءً من يوم الإثنين 4 يوليو 2011، لأسباب قالت المعارضة أنها تتعلق بقمع حركة الاحتجاجات المستمرة في المدينة بينما قالت السلطات أنها تهدف إلى القضاء على عصابات مسلحة تقوم بتخويف وإرهاب الأهالي. كانت العمليات الأساسية والتي سقطَ إثرها جميع القتلى في 4 و5 يوليو عندما دخلَ الجيش المدينة وشنَّ عمليات واسعة فيها، وبعد ذلك انسحبَ منها واكتفى بحصارها من الخارج، ولذا فقد عادت المظاهرات للخروج مُجدداً بها في ساحة العاصي طوال الشهر التالي، حتى اجتياح 31 تموز، أو ما يُعرف بـ«مجزرة هلال رمضان». من أبرز القتلى الذين سقطوا خلال الحملة منشد المظاهرات إبراهيم قاشوش، الذي ذبحه عناصر من الأمن من حنجرته وألقوا بجثمانه في نهر العاصي كما تقول المعارضة.

## الحصار
بدأ حصار مدينة حماة في يوم الأحد 3 يوليو، عندما دخلتها بعض دبابات الجيش السوري وجابت شوارعها، لكن سُرعان ما انسحبت مُجدداً منها، وانتهى الأمر على هذا النحو. أما الحصار الحقيقيُّ فقد بدأ صباح الإثنين 4 يوليو، عندما دخلت - بحسب ناشطين - حوالي 30 حافلة تحمل رجال أمن وجنوداً من الجيش إلى المدينة، وأخذت بإطلاق النار عشوائياً في الشوارع. ثمَّ أخذت هذه القوَّات ابتداءً من فجر الإثنين بشن حملة اعتقالات عشوائيَّة في عدة أحياء، انتهت بإلقاء القبض على ما لا يَقل عن 20 شخصاً من الأهالي. وفي المُقابل خرجَ الأهالي في مُظاهرات رفعت شعارات معادية للنظام رداً على دخول الجيش، وحاولوا منعَ قواته من دخول بعض أحياء المدينة بإلقاء الحجارة اتجاهها وحرق عجلات السيَّارات عند مداخل الأحياء.
في يوم الثلاثاء 5 يوليو اتجهت الدبابات نحوَ مداخل مدينة حماة الجنوبية والشرقية والغربية، ثمَّ بدأت حملة اعتقالات كبيرة في المدينة اعتقل خلالها زهاء 300 شخص، كما حصل إطلاق نار في عدة أحياء ومناطق فيها، منها نزلة الجزدان والفراية ودوار المحطة وشارع العلمين وطريق حلب، وقد سقط جرَّاء إطلاق النار العوشائي هذا 22 قتيلاً و80 جريحاً، من بينهم منشد الثورة إبراهيم قاشوش الذي ذبحه رجال من الأمن من حنجرته (حسب رواية المعارضة) وألقوا بجثته في نهر العاصي. وقد نقلَ بعض هؤلاء الجرحى الذين سقطوا خلال الحملة إلى «مستشفى الحوراني» الواقع في شمال حماة، لكن قوات الأمن اقتحمته بعد ذلك بفترة. وإثر هذه العمليات الأمنية والعسكرية فقد بدأ عدد من السكان بالنزوح نحوَ بعض المدن المجاورة، مثل السلمية ودمشق. في حين استمرَّ الأهالي بمُحاولة إغلاق مداخل الأحياء ومنع دخول الجيش إليها.
شهدت مدينة حماة في يوم الأربعاء 6 يوليو هدوءاً بعدَ مُواجهات اليوم الماضي بحسب منظمة مراقبة حقوق الإنسان، وذلك في ظل إضراب عام ساد بالمدينة احتجاجاً على دخول الجيش، في حين ظلَّ الأهالي يُقيمون الحواجز عند مداخل الأحياء. كما جاءَ نفيٌ خلال اليوم من طرف الخارجيَّة السورية لدخول الجيش، صرَّحت فيه بأن قوَّات الأمن ومكافحة الشغب هيَ وحدها من دخلت. وفي مساء يوم الخميس 7 يوليو نزحَ - بحسب المرصد السوري لحقوق الإنسان - حوالي 1,000 شخص من حماة نحو مدينتي السلميَّة ودمشق، وذلك خوفاً من وُقوع عمليَّات عسكريَّة في المدينة. في حين استمرَّ الإضراب العام على مستوى شبه كامل فيها. كما أعلنت الخارجية الأمريكيَّة في اليوم ذاته توجه السفير الأمريكي لدى سوريا «روبرت فورد» نحو مدينة حماة ونيته بالمبيت فيها حتى الجمعة، وذلك بهدف التواصل معَ المعارضين هناك بحسب بعض المصادر في الخارجية الأمريكية.
اعتصم في حماة بعدَ صلاة الجمعة في 8 يوليو عشرات الآلاف في ساحة العاصي وسط المدينة تحت شعار «جمعة لا للحوار»، معَ غياب تام للأمن عن المنطقة، على عكس الأيام السابقة. وخلال الاعتصام انضمَّ السفيران الفرنسي - الذي قدم إلى المدينة منذ الخميس أيضاً - والأمريكي في سوريا إلى المعتصمين بالساحة، وقد أعلنت فرنسا أن زيارة سفيرها كانت تعبيراً عن دعمها لـ«ضحايا الاحتجاجات»، في حين تسبَّبت زيارة السفير الأمريكي بتوتر في العلاقات بين الولايات المتحدة وسوريا، إذ جاءَ اتهام بعد الزيارة من طرف السلطات السورية بأن ما حدث كان دليلاً على تورط أمريكا في التحريض على التخريب واعترضت على عدم استئذان خارجيتها قبلاً، في حين ردَّت واشنطن بأن اتهامات النظام «لا معنى لها» وعبرت عن استيائها من الأحداث.
كان يوم السبت 9 يوليو هادئاً،[بحاجة لمصدر] في حين استدعت الخارجيَّة السوريَّة في الأحد 10 يوليو السفيرين الأمريكي والفرنسي عندها للاحتجاج على عدم أخذهما مُوافقتها قبلَ الذهاب إلى مدينة حماة. وفي 11 يوليو عادت قوَّات الأمن للتحرك داخل حماة، إذ قال نشطاء أنها عاودت إطلاق النار في بعض مناطق وشنت حملة اعتقالات ومُداهمات. ثمَّ في يوم 12 يوليو هاجم موالون للنظام السوري السَّفارتين الأمريكية والفرنسية في دمشق تعبيراً عن استيائهم من زيارة السفيرين مدينة حماة، مما أوقع 3 إصابات بين حرس السَّفارة الفرنسية. عادَ الهدوء النسبيّ ليسود المدينة منذ 11 وحتى 15 يوليو،[بحاجة لمصدر] حيث كانت المدينة تعيش في ظلِّ عصيان مدني كامل، بينما ظل الأهالي يُقيمون الحواجز عند مداخل الأحياء ويَحرسونها خوفاً من أن يُهاجمهم الأمن. وأخيراً خرجت مُظاهرات حاشدة فيها مُجدداً في يوم الجمعة تحت شعار «جمعة أسرى الحرية»، كما بدأت مفاوضات فيها بين وجهاء حماة ومحافظها الجديد، وضع الوُجهاء خلالها شروطاً تقضي بإزالتهم للحواجز التي وضعها الأهالي عندَ مداخل أحياء المَدينة مُقابل إطلاق سراح المعتقلين وسحب الدبابات.
عادت المُظاهرات إلى حماة يوم الأحد 17 يوليو، كما شهدت مظاهرات مُجدداً يوم الخيمس 21 يوليو إلى جانب إضراب عام مستمر. وأخيراً في يوم 22 يوليو خرجت مُظاهرات حاشدة في حماة تحتَ شعار «جمعة أحفاد خالد بن الوليد» شارك فيها ما قدرَ بحوالي 650 ألف شخص، في ظل غياب تام للأمن عن المدينة. كما تجددت مظاهرات حماة باعتصام ليليٍّ مساءَ الإثنين 25 يوليو شارك فيه عشرات الآلاف من المُتظاهرين. وقد استمرَّ الاعتصامات والإضرابات المفتوحة طوال شهر يوليو، حتى جاءَ اجتياح 31 تموز الذي تلاه احتلال أمنيٌّ كامل لمدينة حماة، ومنذ ذلك الوقت لم تحدث أي اعتصامات في ساحة العاصي، وأصبحت المُظاهرات محدودة ضمن الأحياء.

## ردود الفعل

### المجتمع الدولي
- صرحت المتحدثة باسم وزارة الخارجية الأمريكية «فيكترويا نونلاند» بأن الوزارة «تحث الحكومة السورية على الوقف الفوري للترويع وحملة الاعتقالات، وسحب قواتها من حماة والمدن الأخرى، والسماح للسوريين بالتعبير عن الرأي بحرية حتى يتم الانتقال الحقيقي إلى الديمقراطية».[9]
- قالت بريطانيا أن «قمع المظاهرات العنيف» في المدينة لن يُفضي إلى نتيجة غير خسارة النظام الحاكم في سوريا للمزيد من شرعيّته.[24]
- عبَّرت الممثلة العليا للأمن والسياسة الخارجيَّين في الاتحاد الأوروبي «كاثرين أشتون» عن إدانتها لدخول الجيش إلى مدينة حماة، وعن قمع المظاهرات فيها وفي كل سوريا عُموماً.[25]

### الأوساط المحليَّة
دعى ناشطون إلى إضراب عام في كافة مدن سوريا يوم الخميس 7 يوليو تضامناً مع مدينة حماة، وبحسبهم فقد استجيب للإضراب في عدة مناطق من بينها درعا وحمص ودير الزور والبوكمال وبضع أماكن في محافظة إدلب بالإضافة إلى حماة نفسها.